# Yaxing Coach
Yangzhou Asiastar Bus Co., Ltd — китайский производитель автобусов со штаб-квартирой в Янчжоу, провинция Цзянсу. Основан в 1998 году и является подразделением Jiangsu Yaxing. Среди брендов компании — Yaxing, Yangtse, Eurise и AsiaStar. Автобусы Yaxing эксплуатируются как в Китае, так и в других странах. Акции компании котируются на Шанхайской фондовой бирже.

## История
Компания Yangzhou Yaxing Motor Coach Co., Ltd., известная также как Asiastar, была основана в мае 1949 года, когда Шанхайская военная контрольная комиссия взяла под свой контроль бывший саперный отряд Гоминьдана, переименовав его в фирму по техническому обслуживанию автомобилей Департамента материально-технического обеспечения Восточно-китайских военно-воздушных сил Народно-освободительной армии Китая. В апреле 1958 года компания переехала в Янчжоу, где была объединена с заводом по техническому обслуживанию и производству автомобилей Yunhe и тракторов Gongnong, включая сельскохозяйственную технику. В конце 1960-х годов начался выпуск крупнотоннажных грузовых автомобилей JS130/JS140 и самосвалов JS340, а в 1979 году начался выпуск автобусных шасси JT661A.
В 1981 году завод был переименован в Jiangsu Yangzhou Automobile Maintenance and Manufacture Factory (江苏省扬州汽车修造厂), а в феврале 1981 года был выпущен JT663 — первый автобус, переданный команде Jiangsu Passenger Transportation Co., Ltd. В 1985 году завод был вновь переименован в Jiangsu Yangzhou Coach Manufacture Factory (江苏省扬州客车制造厂). Компания продолжала разрабатывать автобусы, выпустив в 1989 году в сотрудничестве с Сианьским дорожным институтом автобус JS6879 в качестве первого отечественного спального автобуса. В 1990 году компания вновь была переименована в Jiangsu Yangzhou Coach Manufacture Main Factory (江苏省扬州客车制造总厂). 
В 1993 году началось производство автобуса дальнего следования JS6971, что ознаменовало первое применение заднего моста отечественного производства. Компания Jiangsu Asiastar Bus (Group) Co., Ltd. (江苏亚星客车车集团有有公) была основана в августе 1996 года, за ней в сентябре 1998 года последовала компания Yangzhou Asiastar Motor Co., Ltd. (扬州亚星客车股份有有限公), с одобрения правительства провинции. Компания Yangzhou Asiastar была зарегистрирована в августе 1999 года на Шанхайской фондовой бирже. 
Компания Asiastar создала несколько совместных предприятий с западными компаниями, включая Mercedes-Benz, для дальнейшего развития отечественного производства и контроля качества. В 2009 году Weichai Group заключила стратегическое рамочное соглашение о сотрудничестве с Yangzhou Asiastar и Китайской Народной Республикой, а в 2011 году заложила фундамент нового завода в Янчжоу. В 2012 году компания Yangzhou Asiastar сформировала холдинговую компанию Fengtai Bus and Coach International (FTBCI, 厦门丰泰汽车). Второй завод компании, специализирующийся на производстве электробусов, расположен в зоне свободной торговли Сямынь.

## Модельный ряд
| Модель      | Габариты                                                  | Двигатель                                                                      | Топливо                                                  | Примечания & Ссылки |
| ----------- | --------------------------------------------------------- | ------------------------------------------------------------------------------ | -------------------------------------------------------- | ------------------- |
| JS6120GHBEV | 12 180 мм × 2550 мм × 3420 мм (40,0 по 8,4 по 11,2 футов) | Синхронный двигатель 245 кВт (329 л. с.) и 3329 Н·м                            | Аккумулятор ёмеостью 242.3, 281.9, 363.4 или 422.9 кВт·ч | [ 2 ]               |
| JS6128GH    | 12 000 мм × 2550 мм × 3120 мм (39,4 по 8,4 по 10,2 футов) | WP7.270E51 199 кВт (267 л. с.) при 2100 об/мин и 2100 Н·м при 1200—1700 об/мин | Дизельное (объём бака 200 л)                             | [ 3 ]               |
| JS6126GH    | 12 000 мм × 2550 мм × 3120 мм (39,4 по 8,4 по 10,2 футов) | WP7.270E51 199 кВт (267 л. с.) при 2100 об/мин и 2100 Н·м при 1200—1700 об/мин | Дизельное (объём бака 200 л)                             | [ 4 ]               |
| JS6108GH    | 10 490 мм × 2500 мм × 3120 мм (34,4 по 8,2 по 10,2 футов) | WP6.245E50 180 кВт (240 л. с.) при 2300 об/мин и 900 Н·м при 1200—1600 об/мин  | Дизельное (объём бака 200 л)                             | [ 5 ]               |

- JS6106GH
- JS6110SH
- JS6111SHA
- JS6126GHA
- JS6127GHA
- JS6130SH
- JS6761GHA
- JS6770GHA
- JS6811GH
- JS6906GHA
- JS6906GHC
- JS6936GH

### Туристические автобусы
- JS6882TA
- JS6990TA
- YBL6101H
- YBL6105HE32
- YBL6118H1E31
- YBL6119HJ
- YBL6121H
- YBL6123H
- YBL6123H1E31
- YBL6125H
- YBL6128H
- YBL6128SD
- YBL6796HE3
- YBL6805H
- YBL6856HE3
- YBL6905H1CJ

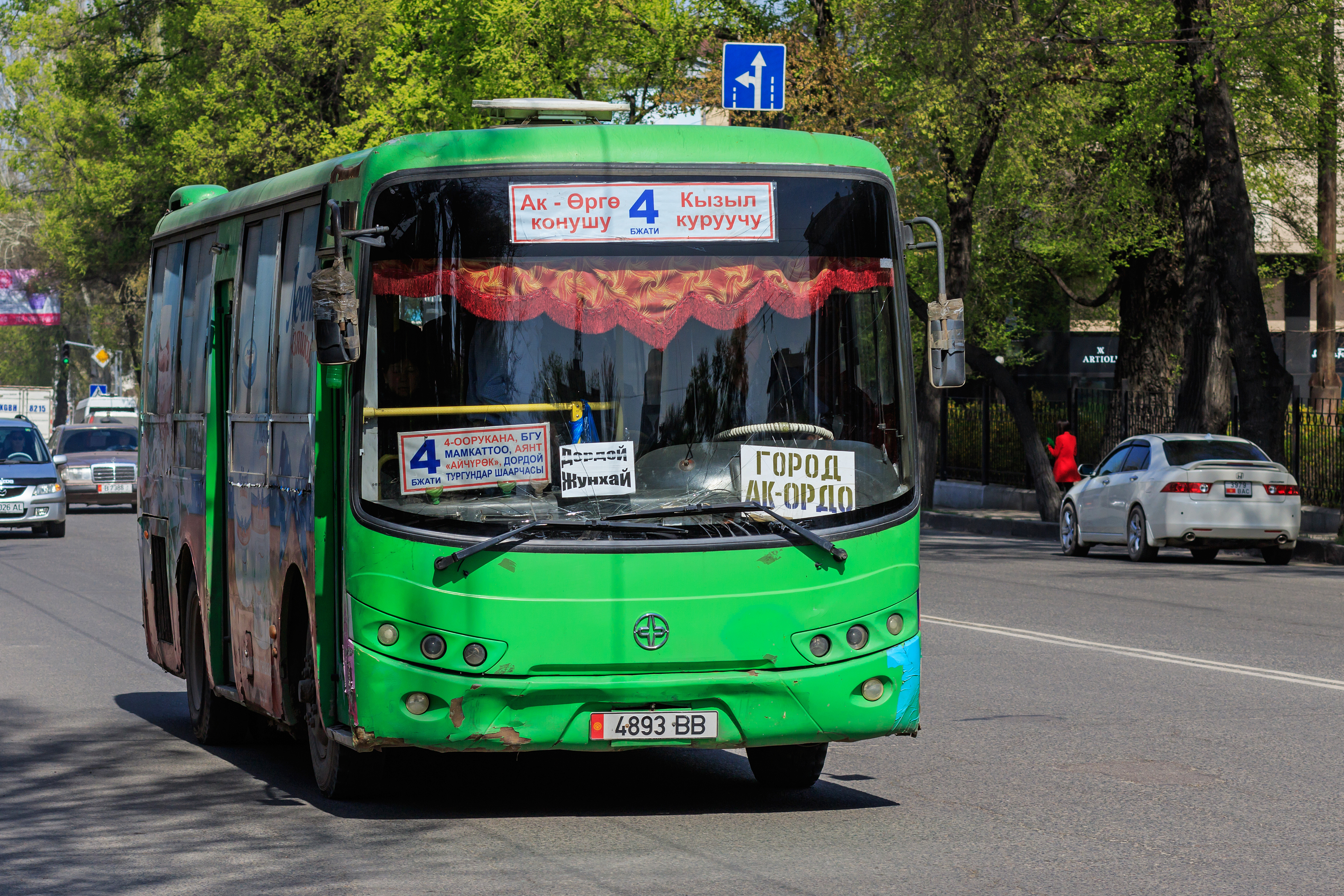
Автобус Yaxing в Бишкеке, Кыргызстан
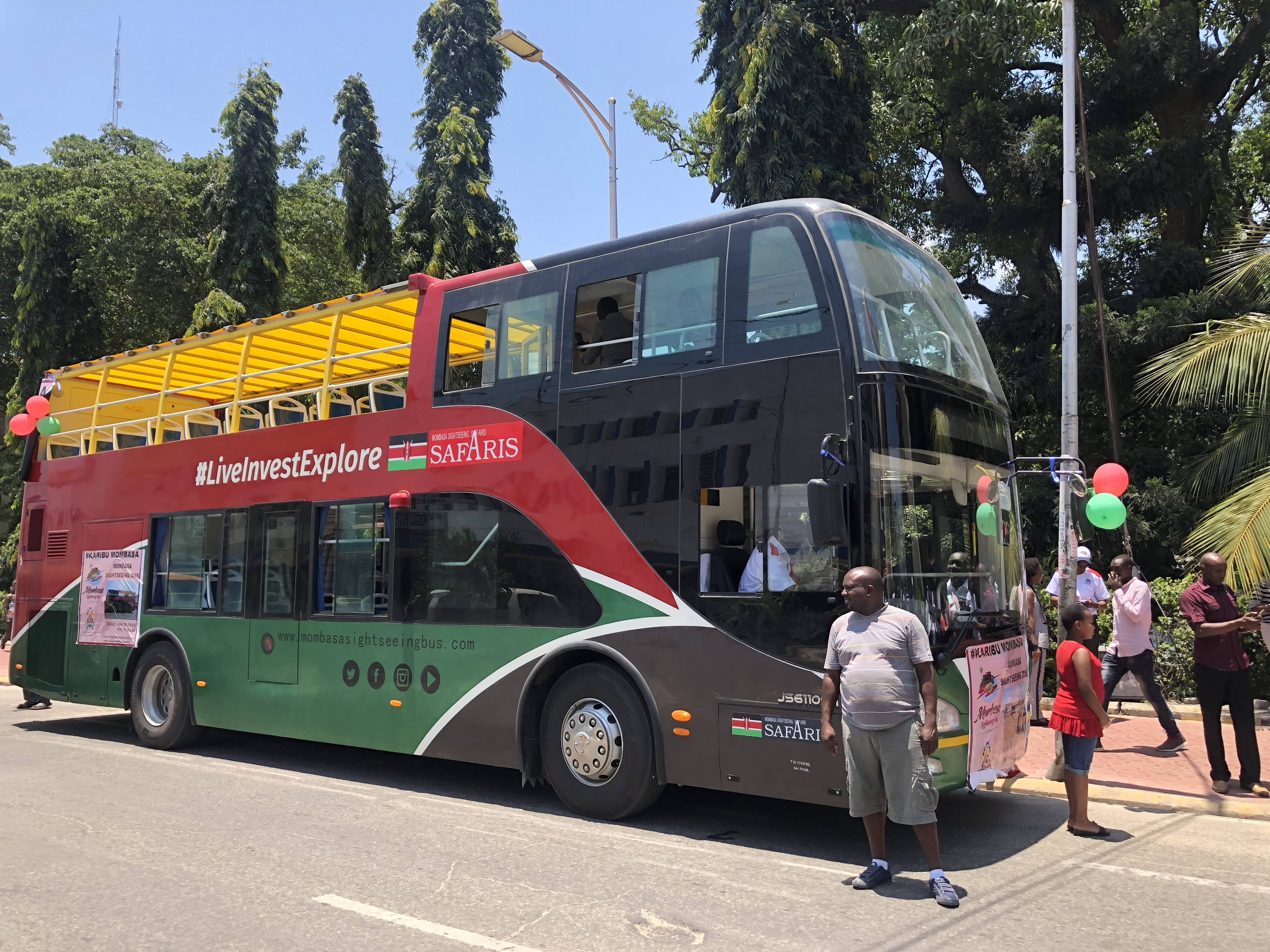
JS6110SH в Момбасе, Кения
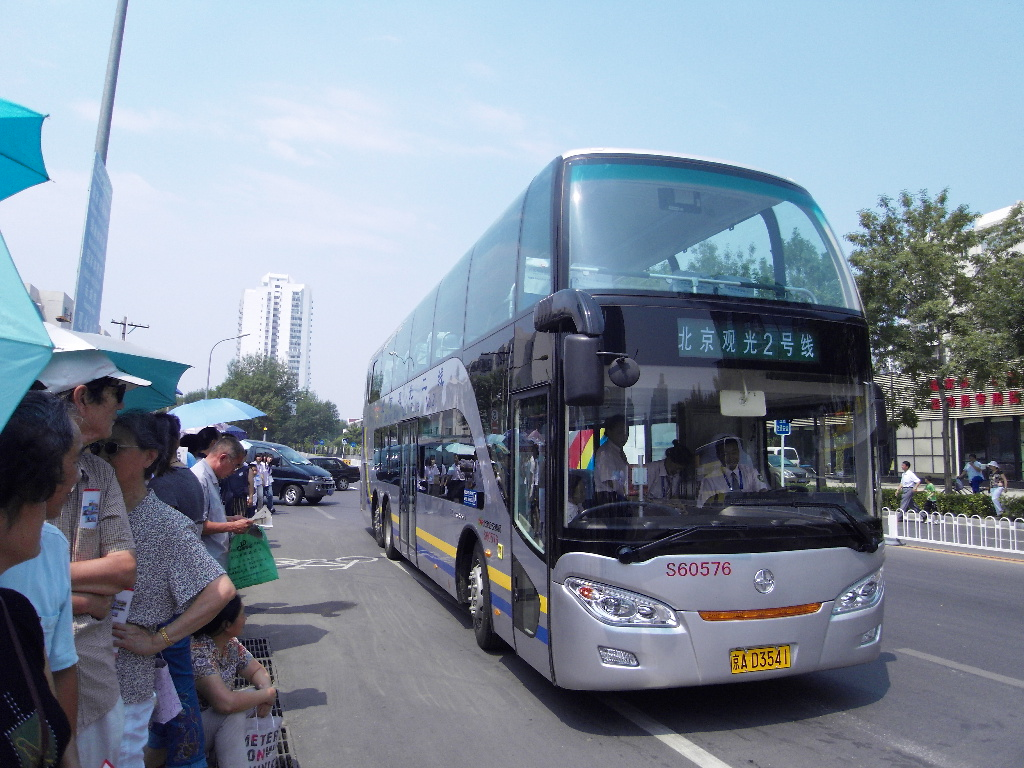
Двухэтажный автобус Yaxing JS6130SHJ в Пекине, Китай
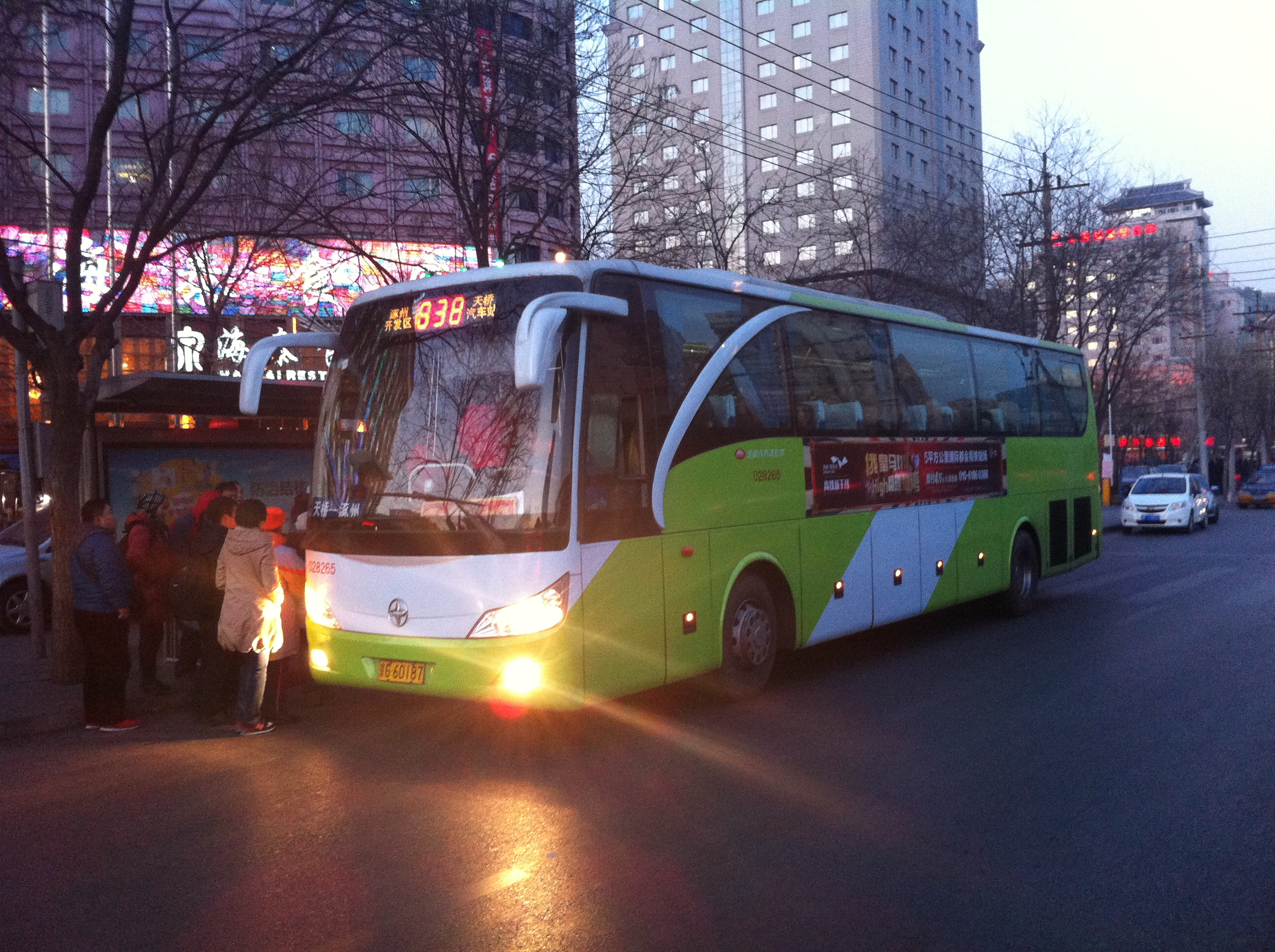
Yaxing YBL6123HE4 в Чжочжоу, Китай

### Автобусы специального назначения
- YBL5130XQCHE31 (полицейский автобус)

### Мини-автобусы
- JS6550T
- JS6600T
- JS6608TA
- JS6608TB
- JS6739TA
- JS6752T
- JS6830GHDP (эксклюзивно для рынков США и Канады)
- YZL6701TA

### Школьные автобусы
- JS6600XC
- JS6660XC
- JS6730XC
- JS6790XC

### Микроавтобусы
- Eurise

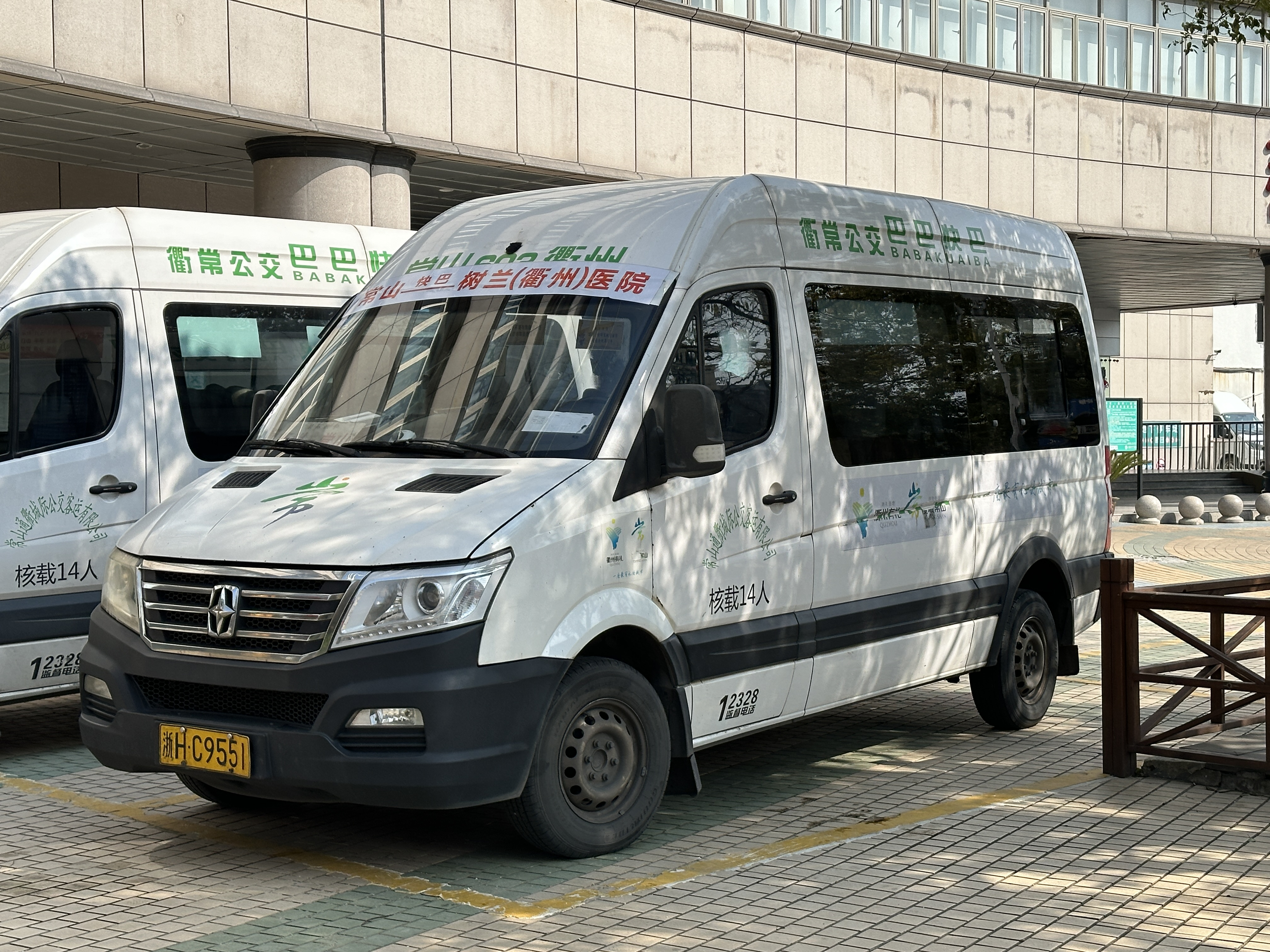
Вид спереди
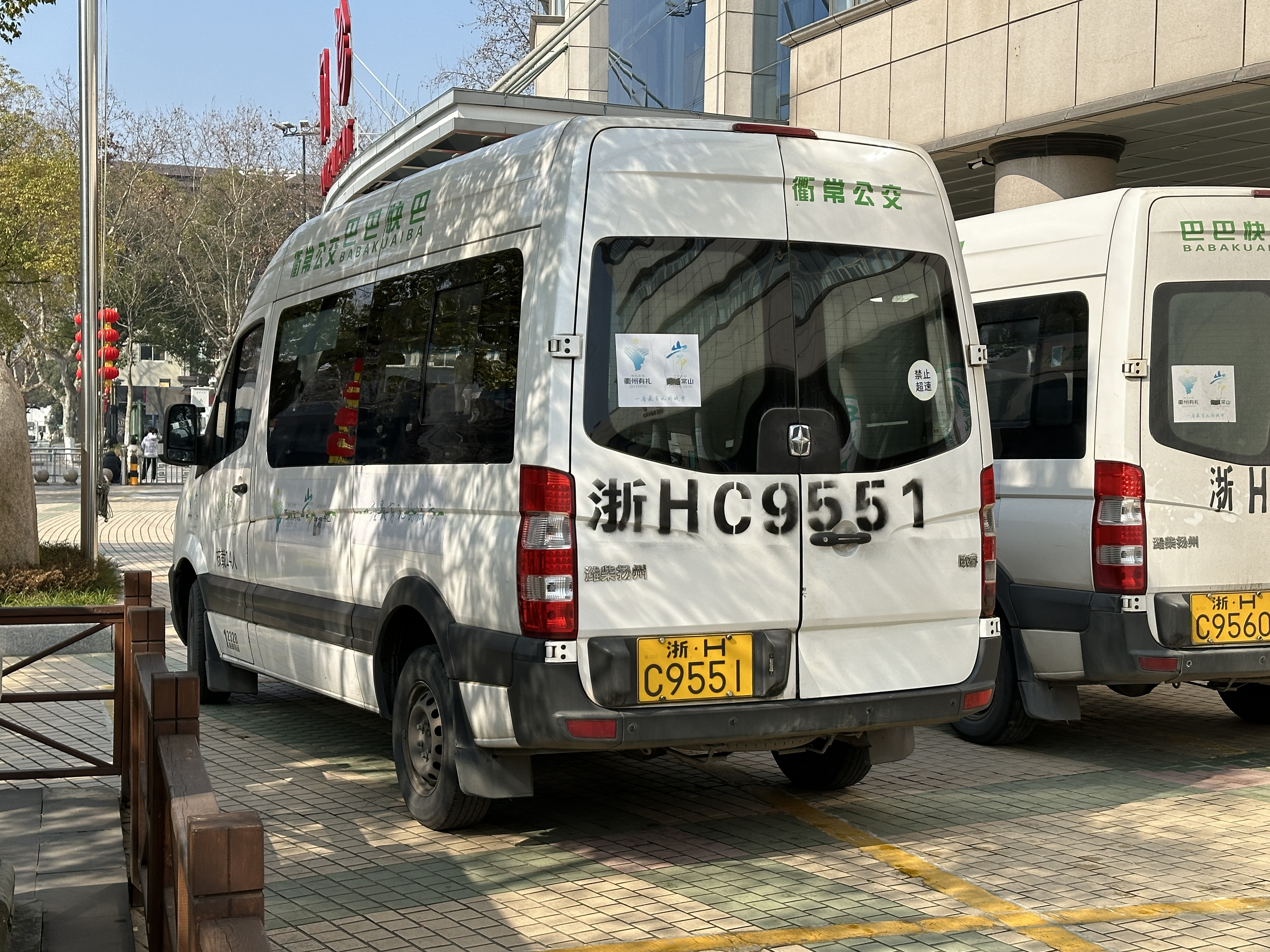
Вид сзади